# Saratoga (Carolina do Norte)
Saratoga é uma cidade  localizada no estado norte-americano de Carolina do Norte, no Condado de Wilson.

## Demografia
Segundo o censo norte-americano de 2000, a sua população era de 379 habitantes.
Em 2006, foi estimada uma população de 370, um decréscimo de 9 (-2.4%).

## Geografia
De acordo com o United States Census Bureau tem uma área de
1,7 km², dos quais 1,7 km² cobertos por terra e 0,0 km² cobertos por água. Saratoga localiza-se a aproximadamente 36 m acima do nível do mar.

## Localidades na vizinhança
O diagrama seguinte representa as localidades num raio de 16 km ao redor de Saratoga.